# Ramsès-Maâtptah
Pour l’article homonyme, voir Ramsès.
Ramsès-Maâtptah, dont le nom signifie « Justice de Ptah », prince d'Égypte, est fils de Ramsès II. Il figure au 34e rang.
Il est uniquement connu par une lettre, dans laquelle un domestique du palais, Meryotef, le réprimande.
Ramsès-Maâtptah, normalement doté par sa famille, exerce des fonctions administratives, militaires et religieuses.